# Otalgie

Anatomie des Ohres
1 – Schädel
2 – Äußerer Gehörgang
3 – Ohrmuschel
4 – Trommelfell
5 – Fenestra ovalis
6 – Hammer
7 – Amboss
8 – Steigbügel
9 – Labyrinth
10 – Schnecke (Cochlea)
11 – Hörnerv
12 – Eustachi-Röhre

Als Otalgie (altgriechisch οὖς oús [Gen. ὠτός ōtós] „Ohr“ und ἄλγος algos „Schmerz“) bezeichnet man in der Medizin Ohrenschmerzen verschiedener – auch unbekannter – Ursache. Die Otalgie ist das Leitsymptom aller entzündlichen Erkrankungen des Mittelohrs und des äußeren Ohres. Man unterscheidet zwischen primärer und sekundärer Otalgie. Ohrenschmerzen werden durch den Plexus tympanicus über den Nervus glossopharyngeus vermittelt. Auch der Nervus vagus ist in Trommelfellnähe beteiligt.

## Primäre Otalgie
Primäre Otalgien entstehen durch Erkrankungen oder Verletzungen des Ohres.

### Otitis media
Unter einer Otitis media versteht man die Mittelohrentzündung, die wiederum in die akute Mittelohrentzündung und die chronische Mittelohrentzündung unterteilt wird.

#### Otitis media acuta
Die akute Mittelohrentzündung kann serös oder eitrig verlaufen. Es handelt sich um eine schmerzhafte, in der Regel durch virale oder bakterielle Infektion verursachte Entzündung der Schleimhäute des Mittelohrs.
Klinisch wird die akute Mittelohrentzündung mit den Sonderformen Scharlach-Otitis, Masern-Otitis und Grippe-Otitis von der chronischen Mittelohrentzündung (Otitis media chronica) unterschieden.

#### Mastoiditis
Die Mastoiditis ist eine Komplikation der akuten Mittelohrentzündung, die ebenfalls Otalgien hervorruft. Unter einer Mastoiditis versteht man eine akute Entzündung im Warzenfortsatz (Processus mastoideus) des Schläfenbeines mit Knocheneinschmelzung.

#### Gradenigo-Syndrom
Das Gradenigo-Syndrom (Syn. Lannois-Gradenigo-Syndrom, Pyramidenspitzensyndrom, englisch Gradenigo’s triad) ist Folge einer infektiösen Entzündung der Zellen der Felsenbeinpyramide (Petrositis). Das Syndrom ist eine seltene Komplikation der akuten Mittelohrentzündung.

### Otitis externa
Die Otitis externa (lat. „Außenohrentzündung“) ist eine Entzündung des äußeren Ohres, vor allem des äußeren Gehörganges, in weiterem Sinne auch der Ohrmuschel.
Einer Phlegmone, bzw. dem Gehörgangsekzem des Gehörganges (Otitis externa diffusa) wird der Gehörgangsfurunkel (Otitis externa circumscripta) gegenübergestellt. Eine besonders schwere Form der Gehörgangsentzündung ist die Otitis externa maligna (progredient nekrotisierende Otitis).

## Seromukotympanon
Das Seromukotympanon entsteht aus einer Ansammlung nicht eitriger Flüssigkeit unterschiedlicher Viskosität in den Mittelohrräumen infolge einer Tubenfunktionsstörung, beispielsweise durch den Verschluss der Tube durch ein Adenoid.

## Sekundäre Otalgie
Bei einer sekundären Otalgie kann es sich um Schmerzen handeln, die über sensorische Fasern des Nervus trigeminus, Nervus facialis, Nervus glossopharyngeus, Nervus vagus sowie die zweite und dritte Zervikalwurzel (C2, C3 der Halswirbelsäule) in die Ohrregion fortgeleitet werden.

## Perichondritis
Als Ohrmuschelperichondritis wird eine Entzündung der Knorpelhaut der Ohrmuschel bezeichnet, die Ohrenschmerzen verursacht.

## Traumata

### Trommelfellverletzung
Mit harten Gegenständen kann eine direkte Verletzung (Perforation) des Trommelfells entstehen, die mit einer Otalgie einhergeht. Die Verletzung kann durch einen Schlag aufs Ohr oder eine Explosion entstehen, wodurch eine indirekte Trommelfellzerreißung (Ruptur) resultiert. Auch eine Mittelohrentzündung, ein Barotrauma oder ein Schädelbruch können eine Verletzung des Trommelfells bewirken.

### Schädelbasisfraktur
Ein Schädelbasisbruch entsteht durch eine starke Gewalteinwirkung im Kopfbereich und ist eine lebensbedrohliche Verletzung. Eine Otalgie kann vor allem durch die otobasale (Ohr und Schädelbasis) oder laterobasale Fraktur entstehen.

## Peritonsillarabszess
Bei einem Peritonsillarabszess handelt es sich um eine Abszessbildung zwischen der Gaumenmandel und dem Musculus constrictor pharyngis. Er kann als Komplikation einer Angina lacunaris auftreten. Die Patienten haben eine kloßige Sprache und klagen über stechende Ohrenschmerzen.

## Neuralgien

### Zoster oticus
Zoster oticus bezeichnet einen Befall des Gehörgangs und/oder der Ohrmuschel durch das Varizella-Zoster-Virus (VZV), auch als Humanes-Herpes-Virus-3 (HHV-3) bezeichnet („Gürtelrose“), das eine Otalgie auslöst.

### Trigeminusneuralgie
Die Trigeminusneuralgie ist ein extrem schmerzhafter Reizungszustand des fünften Hirnnerven, des Nervus trigeminus, der das Gesicht und den Kopfbereich mit drei Ästen, dem Augenast, dem Oberkieferast und dem Unterkieferast, versorgt und auch eine Otalgie auslösen kann.
Neuralgien des Nervus auriculotemporalis

## Psychosomatische Otalgie
Psychogene Otalgien können nach Ausschluss somatischer Ursachen Teil einer Depression und/oder Somatisierungsstörung sein. In einer Untersuchung von Minnigerode
beklagen 17 % depressiver Patienten Kopf- und Ohrenschmerzen mit Schwindel und Tinnitus.

## Tumoren

### Hypopharynxkarzinom
Die Symptome eines Hypopharynxkarzinoms sind meist uncharakteristisch, beispielsweise unklare Schluckbeschwerden, Globussyndrom, übler Mundgeruch oder ein „Kratzen im Hals“. Diese Beschwerden können allerdings auch viele andere Ursachen haben. Spätsymptome sind Schluckunfähigkeit, Spucken von Blut, bis in die Ohren ausstrahlende Schmerzen und Halslymphknotenmetastasen.

## Kiefergelenksarthropathie
Kraniomandibuläre Dysfunktion (Craniomandibuläre Dysfunktion, CMD) ist ein Überbegriff für strukturelle, funktionelle, biochemische und psychische Fehlregulationen der Muskel- oder Gelenkfunktion der Kiefergelenke. Diese Fehlregulationen können schmerzhaft sein. Aus diesem Befund resultieren die Diagnosen Okklusopathie, Myopathie und Arthropathie.